# Liste de films tournés dans le département du Var
Un certain nombre d'œuvres cinématographiques et télévisuelles ont été tournés dans le département du Var.
Voici une liste à compléter de films, téléfilms, feuilletons télévisés, films documentaires… tournés dans le département du Var, classés par commune, lieu de tournage et date de diffusion.
- Haut – A
- B
- C
- D
- E
- F
- G
- H
- I
- J
- K
- L
- M
- N
- O
- P
- Q
- R
- S
- T
- U
- V
- W
- X
- Y
- Z

## A
- Haut – A
- B
- C
- D
- E
- F
- G
- H
- I
- J
- K
- L
- M
- N
- O
- P
- Q
- R
- S
- T
- U
- V
- W
- X
- Y
- Z

- Aiguines
  - 1952 : Jeux interdits, un film de René Clément, tourné au Verdon (Ancien pont d'Aiguines)[1]

- Anthéor
  - 1969 : Le Clan des Siciliens de Henri Verneuil[2]
  - 1980 : Le Coup du parapluie de Gérard Oury

- Aups
  - 1961 : Le Nain de Pierre Badel

## B
- Haut – A
- B
- C
- D
- E
- F
- G
- H
- I
- J
- K
- L
- M
- N
- O
- P
- Q
- R
- S
- T
- U
- V
- W
- X
- Y
- Z

- Bandol
  - 2004 : Nos amis les flics de Bob Swaim[3]
  - 2008 : Enfin veuve d'Isabelle Mergault
  - 2022 : L'Homme de nos vies mini-série de Frédéric Berthe
  - 2023 : La Fille qu'on appelle téléfilm de Charlène Favier

- Bargème
  - 1969 : Le Cerveau de Gérard Oury (Château de Pontevès)[4]

- Besse-sur-Issole
  - 1936 : Gaspard de Besse d'André Hugon ( le film n'a pas été tourné à besse sur Issole mais dans les environs de Gonfaron)[réf. nécessaire]

- Bormes-les-Mimosas
  - 2005 : L'Amour aux trousses de Philippe de Chauveron

- Bauduen
  - 2015 : Le Mystère du lac (mini-série) de Jérôme Cornuau

- Le Brusc
  - 2008 : Enfin veuve d'Isabelle Mergault

## C
- Haut – A
- B
- C
- D
- E
- F
- G
- H
- I
- J
- K
- L
- M
- N
- O
- P
- Q
- R
- S
- T
- U
- V
- W
- X
- Y
- Z

- Camp de Canjuers
  - 2010 : Le Piège afghan de Miguel Courtois, Marie-Josée Croze et Samuel Le Bihan

- Cavalaire-sur-Mer
  - 2012 : Dix jours en or de Nicolas Brossette[5]

- Carqueiranne
  - 2018 : Proxima de Alice Winocour

- Cogolin
  - 1964 : Le Gendarme de Saint-Tropez de Jean Girault[6]

- Comps-sur-Artuby
  - 2005 :  Le Courage d'aimer de Claude Lelouch

## D
- Haut – A
- B
- C
- D
- E
- F
- G
- H
- I
- J
- K
- L
- M
- N
- O
- P
- Q
- R
- S
- T
- U
- V
- W
- X
- Y
- Z

- Draguignan
  - 1963 : Les Grands Chemins de Christian Marquand
  - 2001 : C'est la vie de Jean-Pierre Améris
  - 2006 : Quatre étoiles de Christian Vincent
  - 2018 : Paul Sanchez est revenu ! de Patricia Mazuy
  - 2019 : Les Drapeaux de papier de Nathan Ambrosioni
  - 2024 : Le Fil de Daniel Auteuil

## E
- Haut – A
- B
- C
- D
- E
- F
- G
- H
- I
- J
- K
- L
- M
- N
- O
- P
- Q
- R
- S
- T
- U
- V
- W
- X
- Y
- Z

- Esterel
  - 1980 : Le Coup du parapluie de Gérard Oury

## F
- Haut – A
- B
- C
- D
- E
- F
- G
- H
- I
- J
- K
- L
- M
- N
- O
- P
- Q
- R
- S
- T
- U
- V
- W
- X
- Y
- Z

- Figanières
  - 2003 : Quatre étoiles de Christian Vincent

- Flassans-sur-Issole
  - 1980 : Sacrés gendarmes

- Fréjus
  - 2013 : Mon âme par toi guérie de François Dupeyron
  - 2020 : Bronx de Olivier Marchal

## G
- Haut – A
- B
- C
- D
- E
- F
- G
- H
- I
- J
- K
- L
- M
- N
- O
- P
- Q
- R
- S
- T
- U
- V
- W
- X
- Y
- Z

- Gassin
  - 1956 : Et Dieu… créa la femme de Roger Vadim
  - 1967 : La Collectionneuse d'Éric Rohmer
  - 1970 : Le Gendarme en balade de Jean Girault
  - 1979 : Le Gendarme et les Extra-terrestres de Jean Girault
  - 1980 : Je vous aime de Claude Berri
  - 1982 : Le Gendarme et les Gendarmettes de Jean Girault et Tony Aboyantz
  - 1980 : Double Zéro de Gérard Pirès
  - 2012 : Dix jours en or de Nicolas Brossette[5]

- Ginasservis
  - 1999 : Les Quatre Saisons d'Espigoule de Christian Philibert
- Grimaud
  - 1967 : Voyage à deux de Stanley Donen

## H
- Haut – A
- B
- C
- D
- E
- F
- G
- H
- I
- J
- K
- L
- M
- N
- O
- P
- Q
- R
- S
- T
- U
- V
- W
- X
- Y
- Z

- Hyères
  - 1935 : Divine de Max Ophüls
  - 1938 : La Femme du boulanger de Marcel Pagnol
  - 1958 : Ces dames préfèrent le mambo de Bernard Borderie
  - 1962 : Le Naufragé du Pacifique de Jeff Musso et Amasi Damiani (îles d'Hyères)
  - 1965 : Pierrot le fou de Jean-Luc Godard
  - 1970 : Le Passager de la pluie de René Clément
  - 1977 : L'une chante, l'autre pas de Agnès Varda
  - 1982 : Le Gendarme et les Gendarmettes de Jean Girault
  - 1982 : Vivement dimanche ! de François Truffaut
  - 1982 : Boulevard des assassins de Boramy Tioulong
  - 1983 : À nos amours de Maurice Pialat
  - 1988 : Le Grand Bleu de Luc Besson
  - 1995 : L'Instit - Aimer par cœur de Pierre Lary
  - 1996 : Surviving Picasso de James Ivory
  - 1999 : En vacances d'Yves Hanchar
  - 2001 : Roberto Succo de Cédric Kahn
  - 2001 : C'est la vie de Jean-Pierre Améris
  - 2002 : Blanche de Bernie Bonvoisin[7]
  - 2003 : La Beuze de François Desagnat et Thomas Sorriaux
  - 2003 : L'Homme de la Riviera de Neil Jordan
  - 2003 : Gomez et Tavares de Gilles Paquet-Brenner
  - 2004 : Agents Secrets de Frédéric Schoendoerffer
  - 2005 : Le parfum de la dame en noirs de Bruno Podalydès
  - 2005 : L'Amour aux trousses de Philippe de Chauveron
  - 2011 : L'Épervier série télévisée Stéphane Clavier
  - 2012 : Yan Piat, chronique d'un assassinat
  - 2012 : Les Vacances de Ducobu de Philippe de Chauveron[8]
  - 2013 : Une autre vie d'Emmanuel Mouret
  - 2015 : Au plus près du soleil de Yves Angelo
  - 2015 : Un homme idéal de Yann Gozlan
  - 2017 : Le Redoutable de Michel Hazanavicius
  - 2018 : C'est beau la vie quand on y pense de Gérard Jugnot
  - 2018 : MILF de Axelle Laffont
  - 2018 : Les estivants de Valeria Bruni-Tedeschi
  - 2018 : Proxima de Alice Winocour
  - 2021 : Les Intranquilles de Joachim Lafosse
  - 2022 : Sous emprise de David M. Rosenthal
  - 2022 : L'Origine du mal de Sébastien Marnier
  - 2022 : L'Homme de nos vies mini-série de Frédéric Berthe (aéroport de Toulon-Hyères)
  - 2022 : Meurtres à Porquerolles' téléfilm français de Delphine Lemoine
  - 2023 : Icon of French Cinema est une mini-série télévisée franco-germano-américaine écrite et réalisée par Judith Godrèche.

## I
- Haut – A
- B
- C
- D
- E
- F
- G
- H
- I
- J
- K
- L
- M
- N
- O
- P
- Q
- R
- S
- T
- U
- V
- W
- X
- Y
- Z

## J
- Haut – A
- B
- C
- D
- E
- F
- G
- H
- I
- J
- K
- L
- M
- N
- O
- P
- Q
- R
- S
- T
- U
- V
- W
- X
- Y
- Z

## K
- Haut – A
- B
- C
- D
- E
- F
- G
- H
- I
- J
- K
- L
- M
- N
- O
- P
- Q
- R
- S
- T
- U
- V
- W
- X
- Y
- Z

## L
- Haut – A
- B
- C
- D
- E
- F
- G
- H
- I
- J
- K
- L
- M
- N
- O
- P
- Q
- R
- S
- T
- U
- V
- W
- X
- Y
- Z

- La Crau
  - 2013 : La Marche de Nabil Ben Yadir

- La Garde
  - 1927 : Napoléon d'Abel Gance
  - 2017 : La Table de Tous les Secrets de Christophe Mayor[réf. nécessaire]

- La Garde-Freinet
  - 1972 : Le Viager de Pierre Tchernia

- La Motte
  - 1964 : Le Corniaud de Gérard Oury
  - 2018 : Paul Sanchez est revenu ! de Patricia Mazuy

- La Seyne-sur-Mer
  - 1964 : L'Âge ingrat de Gilles Grangier[9]
  - 1968 : Le Petit Baigneur de Robert Dhéry
  - 2002 : Blanche de Bernie Bonvoisin[7]
  - 2007 : L'École de la vie de Christophe Barraud[10]
  - 2011 : Coup d'éclat de José Alcala[11]
  - 2011 : L'Épervier série télévisée Stéphane Clavier
  - 2012 : La Mer à boire de Jacques Maillot[12]
  - 2012 : Les Vacances de Ducobu de Philippe de Chauveron[8]
  - 2014 Un homme idéal de Yann Gozlan.
  - 2016 : Mal de pierres de Nicole Garcia
  - 2017 : Submergence de Wim Wenders
  - 2018 : C'est beau la vie quand on y pense de Gérard Jugnot
  - 2019 : Ma famille et le loup de Adrian Garcia
  - 2022 : Downton Abbey 2 : Une nouvelle ère  de  Simon Curtis
  - 2024 : Tom et Lola  de  Jason Roffé, Stephan Kopecky, Octave Raspail, Adeline Darraux et Thierry Petit

- La Valette-du-Var
  - 2023 : Bonnard, Pierre et Marthe  de Martin Provost

- Le Castellet
  - 1938 : La Femme du boulanger de Marcel Pagnol
  - 1998 : Une chance sur deux de Patrice Leconte[13]
  - 2011 : Les Tuche de Olivier Baroux[14]

- Le Lavandou
  - 1958 : Bonjour  tristesse d'Otto Preminger
  - 2005 : L'Amour aux trousses de Philippe de Chauveron
  - 2013 : Jeune et Jolie de François Ozon

- Le Muy
  - 2018 : Paul Sanchez est revenu ! de Patricia Mazuy (Rocher de Roquebrune)

- Le Plan-de-la-Tour
  - 1962 : Jules et Jim de François Truffaut

- Le Pradet
- - 1945 Les démons de l'aube (1945) de Yves Allégret avec Simone Signoret, tourné sur les communes de Carqueiranne et Le Pradet.
  - 2010 : Le Mac de Pascal Bourdiaux
  - 2011 Yann Piat, chronique d'un assassinat (2011) d'Antoine de Caunes, thriller politique inspiré de l’assassinat du député du Var, Yann Piat, survenu le 25 février 1994 à Hyères, avec Karin Viard et Jean Benguigui.
  - 2013 Jeune et jolie (2013) de François Ozon le tournage effectué en juin 2012[15], a lieu en partie au Pradet. Les scènes de plage du film sont tournées sur la plage de Monaco.
  - 2014 Un homme idéal (2014) avec Pierre Niney. Le tournage dure huit semaines, du 4 juin au 31 juillet 2014. Il se déroule au Pradet, notamment au club Belambra mais aussi à Carqueiranne, Toulon et Paris.
  - 2018 : Les estivants de Valeria Bruni-Tedeschi
  - 2020 : Divorce Club de Michaël Youn
  - 2021 : L'Homme qui a vendu sa peau  de Kaouther Ben Hania
  - 2021 : Les Intranquilles  de Joachim Lafosse
  - 2022 : L'Origine du mal (film)  de  Sébastien Marnier
  - 2022 : Downton Abbey 2 : Une nouvelle ère  de Simon Curtis
  - 2024 : Maison de retraite 2  de Claude Zidi Jr.

- Le Revest-les-Eaux
  - 2025 : Mikado de Baya Kasmi

- Les Arcs-sur-Argens
  - 2018 : Paul Sanchez est revenu ! de Patricia Mazuy

## M
- Haut – A
- B
- C
- D
- E
- F
- G
- H
- I
- J
- K
- L
- M
- N
- O
- P
- Q
- R
- S
- T
- U
- V
- W
- X
- Y
- Z

- Montauroux
  - 1998 : Une chance sur deux de Patrice Leconte

## N
- Haut – A
- B
- C
- D
- E
- F
- G
- H
- I
- J
- K
- L
- M
- N
- O
- P
- Q
- R
- S
- T
- U
- V
- W
- X
- Y
- Z

## O
- Haut – A
- B
- C
- D
- E
- F
- G
- H
- I
- J
- K
- L
- M
- N
- O
- P
- Q
- R
- S
- T
- U
- V
- W
- X
- Y
- Z

## P
- Haut – A
- B
- C
- D
- E
- F
- G
- H
- I
- J
- K
- L
- M
- N
- O
- P
- Q
- R
- S
- T
- U
- V
- W
- X
- Y
- Z

- Plan-d'Aups-Sainte-Baume
  - 1986 : Jean de Florette de Claude Berri
  - 1986 : Manon des sources de Claude Berri
  - 2020 : série télévisée Alex Hugo, sixième saison, épisode 4 :  Un rêve impossible de Franck Thilliez et Nicolas Tackian
  - 2022 : Le Saut du diable 2 : le Sentier des loups téléfilm de Julien Seri

- Pontevès
  - 1969 : Le Cerveau de Gérard Oury (Château de Pontevès)[4]

- Porquerolles
  - 2011 : L'Épervier série télévisée Stéphane Clavier

## Q
- Haut – A
- B
- C
- D
- E
- F
- G
- H
- I
- J
- K
- L
- M
- N
- O
- P
- Q
- R
- S
- T
- U
- V
- W
- X
- Y
- Z

## R
- Haut – A
- B
- C
- D
- E
- F
- G
- H
- I
- J
- K
- L
- M
- N
- O
- P
- Q
- R
- S
- T
- U
- V
- W
- X
- Y
- Z

- Ramatuelle
  - 1956 : Et Dieu… créa la femme de Roger Vadim
  - 1961 : Chronique d'un été de Jean Rouch et Edgar Morin (documentaire)
  - 1967 : Voyage à deux de Stanley Donen
  - 1968 : Chitty Chitty Bang Bang (film, 1968) de Ken Hughes
  - 1969 : La Piscine de Jacques Deray
  - 1977 : Bilitis de David Hamilton
  - 1984 : L'Année des méduses de Christopher Frank
  - 2012 : Dix jours en or de Nicolas Brossette[5]

- Roquebrune-sur-Argens
  - 2018 : Paul Sanchez est revenu ! de Patricia Mazuy

## S
- Saint-Mandrier-sur-Mer
  - 1964 : L'Âge ingrat de Gilles Grangier[9]
  - 2008 : Enfin veuve d'Isabelle Mergault
  - 2022 : Menteur d'Olivier Baroux
  - 2023 : Flo de Géraldine Danon

- Saint-Maximin-la-Sainte-Baume
  - 2003 : Bienvenue au gîte de Claude Duty

- Saint-Raphaël
  - 1964 : Le Corniaud de Gérard Oury
  - 1969 : Le Clan des Siciliens de Henri Verneuil[2]
  - 2010 : L'Arnacœur de Pascal Chaumeil

- Saint-Tropez

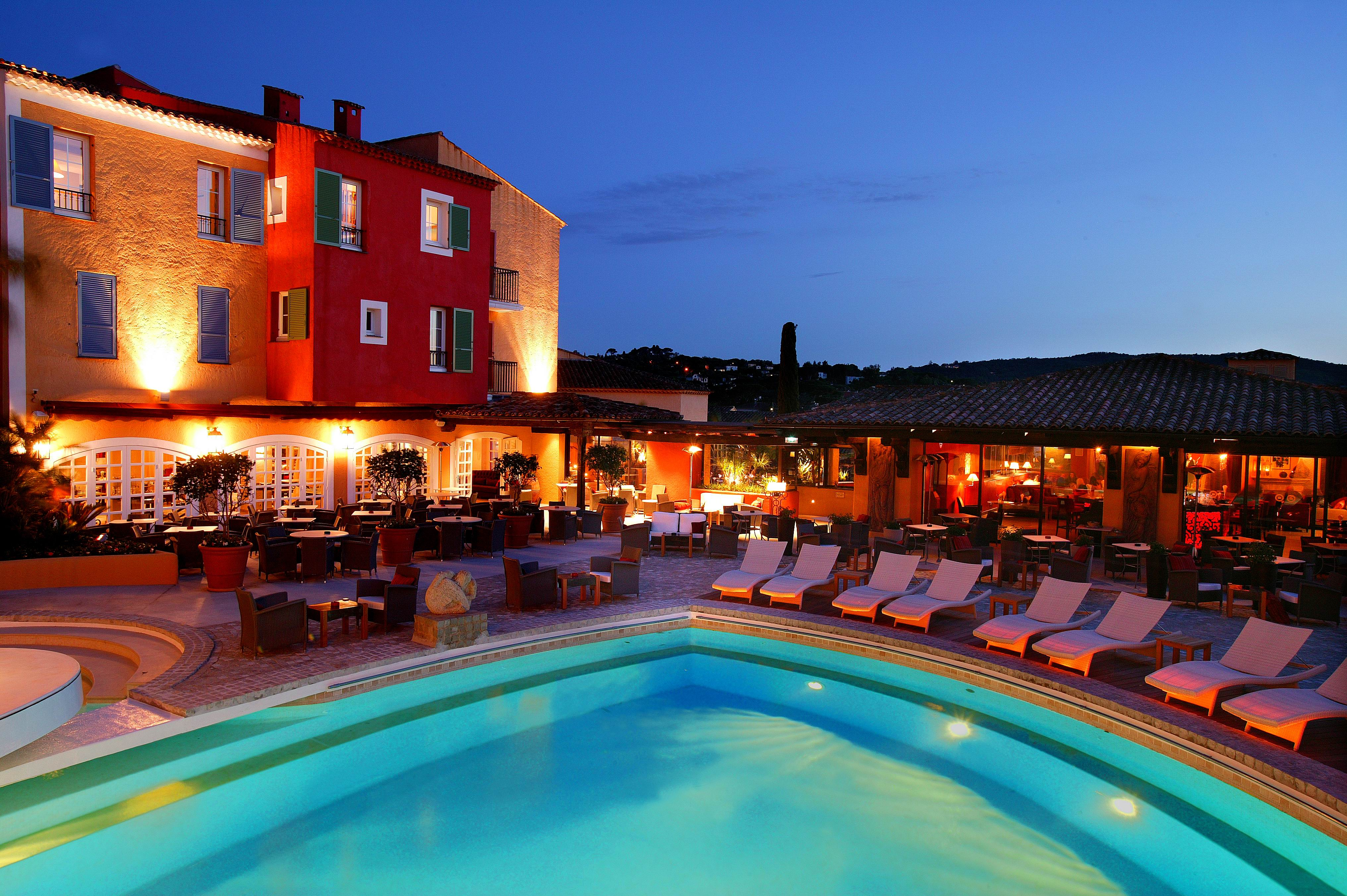
L'hôtel Byblos à Saint-Tropez

- - 1938 : Firmin, le muet de Saint-Pataclet de Jacques Séverac
  - 1950 : Saint-Tropez, devoir de vacances de Paul Paviot
  - 1956 : Et Dieu… créa la femme de Roger Vadim
  - 1958 : Bonjour  tristesse d'Otto Preminger
  - 1960 : Une fille pour l'été d'Édouard Molinaro
  - 1961 : Saint-Tropez Blues de Marcel Moussy
  - 1961 : Les Godelureaux de Claude Chabrol
  - 1961 : Chronique d'un été de Jean Rouch et Edgar Morin (documentaire)
  - 1964 : Le Gendarme de Saint-Tropez de Jean Girault[16],[17]
  - 1965 : Le Gendarme à New York de Jean Girault
  - 1967 : La Route de Corinthe de Claude Chabrol
  - 1967 : Voyage à deux de Stanley Donen
  - 1967 : La Collectionneuse d'Éric Rohmer
  - 1968 : La Chamade d'Alain Cavalier
  - 1968 : Les Biches de Claude Chabrol
  - 1968 : Le Gendarme se marie de Jean Girault (hôtel Byblos)
  - 1968 : Chitty Chitty Bang Bang de Ken Hughes
  - 1969 : La Piscine de Jacques Deray
  - 1970 : Le Gendarme en balade de Jean Girault[16],[18]
  - 1971 : Smic, Smac, Smoc de Claude Lelouch
  - 1972 : Le Viager de Pierre Tchernia
  - 1975 : Les Innocents aux mains sales de Claude Chabrol
  - 1977 : Bilitis de David Hamilton
  - 1978 : La Cage aux folles de Jean Poiret
  - 1979 : Le Gendarme et les Extra-terrestres de Jean Girault
  - 1980 : Le Coup du parapluie de Gérard Oury (hôtel Byblos)
  - 1981 : Le Beau Monde de Michel Polac (téléfilm)
  - 1981 : Les Sous-doués en vacances de Claude Zidi
  - 1981 : Dans la chaleur de Saint-Tropez de Gérard Kikoïne
  - 1982 : Le Gendarme et les Gendarmettes de Jean Girault
  - 1983 : Un été à Saint-Tropez de David Hamilton
  - 1983 : Les Branchés à Saint-Tropez de Max Pécas
  - 1984 : L'Année des méduses de Christopher Frank (hôtel Byblos)
  - 1985 : Le Facteur de Saint-Tropez de Richard Balducci
  - 1986 : Deux enfoirés à Saint-Tropez' de Max Pécas
  - 1987 : On se calme et on boit frais à Saint-Tropez de Max Pécas
  - 1992 : Saint Tropez, Saint Tropez de Franco Castellano et Giuseppe Moccia
  - 2002 : Le Transporteur de Louis Leterrier et Corey Yuen
  - 2002 : Les Campeuses de Saint-Tropez d'Alain Payet
  - 2002 : Blanche de Bernie Bonvoisin[7]
  - 2008 : Les Randonneurs à Saint-Tropez de Philippe Harel
  - 2012 : Dix jours en or de Nicolas Brossette[5]
  - 2013 : Des gens qui s'embrassent de Danièle Thompson
  - 2013 : Saint-Tropez de Lisa Azuelos

- Parc naturel régional de la Sainte-Baume
  - 2022 : Le Saut du diable 2 : le Sentier des loups téléfilm de Julien Seri

- Sanary-sur-Mer
  - 1945 : Naïs de Marcel Pagnol et Raymond Leboursier
  - 2008 : Enfin veuve d'Isabelle Mergault
  - 2011 : Les Tuche de Olivier Baroux
  - 2013 : La Vraie Vie des profs d'Emmanuel Klotz et Albert Pereira Lazaro
  - 2013 : Des gens qui s'embrassent de Danièle Thompson
  - 2022 : L'Homme de nos vies mini-série de Frédéric Berthe

- Lac de Sainte-Croix
  - 1952 : Jeux interdits de René Clément

- Sillans-la-Cascade
  - 2004 : Le Miroir de l'eau téléfilm de Edwin Baily

- Six-Fours-les-Plages
  - 2002 : Blanche de Bernie Bonvoisin[7]
  - 2008 : Enfin veuve d'Isabelle Mergault
  - 2012 : La Mer à boire de Jacques Maillot[12]
  - 1968 : Le Petit Baigneur de Robert Dhéry

## T
- Haut – A
- B
- C
- D
- E
- F
- G
- H
- I
- J
- K
- L
- M
- N
- O
- P
- Q
- R
- S
- T
- U
- V
- W
- X
- Y
- Z

- Toulon
  - 1938 : L'Étrange Monsieur Victor de Jean Grémillon
  - 1946 : Le Fil du rasoir d'Edmund Goulding
  - 1951 : Casabianca de Michael Curtiz
  - 1957 : Trois de la marine de Maurice de Canonge
  - 1965 : Pierrot le fou de Jean-Luc Godard
  - 1967 : La Malédiction de Belphégor de Georges Combret et Jean Maley
  - 1968 : Le Petit Baigneur de Robert Dhéry
  - 1980 : La Femme flic d'Yves Boisset
  - 1983 : En haut des marches de Paul Vecchiali
  - 2001 : Bella ciao de Stéphane Giusti
  - 2001 : Roberto Succo de Cédric Kahn
  - 2004 : Ordo de Laurence Ferreira Barbosa
  - 2005 : L'Amour aux trousses de Philippe de Chauveron
  - 2007 : Les Vacances de Mr. Bean de Steve Bendelack
  - 2012 : La Mer à boire de Jacques Maillot
  - 2012 : Les Vacances de Ducobu de Philippe de Chauveron[8]
  - 2014 : Mea Culpa de Fred Cavayé
  - 2015 : Au plus près du soleil de Yves Angelo
  - 2015 : Un homme idéal de Yann Gozlan
  - 2018 : Jonas de Christophe Charrier
  - 2018 : Kursk de Thomas Vinterberg
  - 2018 : Le Gendre de ma vie de François Desagnat
  - 2018 : C'est beau la vie quand on y pense de Gérard Jugnot
  - 2019 : Le chant du loup de Antonin Baudry
  - 2020 : Divorce Club de Michaël Youn
  - 2022 : Marianne (saison 1) Série télévisée de Alexandre Charlot, Franck Magnier et Myriam Vinocour
  - 2023 : Le Médium) de  Emmanuel Laskar

- Trigance
  - 2005 :  Le Courage d'aimer de Claude Lelouch

## U
- Haut – A
- B
- C
- D
- E
- F
- G
- H
- I
- J
- K
- L
- M
- N
- O
- P
- Q
- R
- S
- T
- U
- V
- W
- X
- Y
- Z

## V
- Haut – A
- B
- C
- D
- E
- F
- G
- H
- I
- J
- K
- L
- M
- N
- O
- P
- Q
- R
- S
- T
- U
- V
- W
- X
- Y
- Z

- Vidauban
  - 1990 : Le Château de ma mère de Yves Robert[19]

## W
- Haut – A
- B
- C
- D
- E
- F
- G
- H
- I
- J
- K
- L
- M
- N
- O
- P
- Q
- R
- S
- T
- U
- V
- W
- X
- Y
- Z

## X
- Haut – A
- B
- C
- D
- E
- F
- G
- H
- I
- J
- K
- L
- M
- N
- O
- P
- Q
- R
- S
- T
- U
- V
- W
- X
- Y
- Z

## Y
- Haut – A
- B
- C
- D
- E
- F
- G
- H
- I
- J
- K
- L
- M
- N
- O
- P
- Q
- R
- S
- T
- U
- V
- W
- X
- Y
- Z

## Z
- Haut – A
- B
- C
- D
- E
- F
- G
- H
- I
- J
- K
- L
- M
- N
- O
- P
- Q
- R
- S
- T
- U
- V
- W
- X
- Y
- Z